# Guillermo Ochoa
Francisco Guillermo Ochoa Magaña (Guadalajara, 13 de julho de 1985) é um futebolista mexicano que atua como goleiro. Atualmente joga no AVS na Primeira Liga.

## Carreira

### Clubes

#### América
Ochoa foi revelado no América onde atuou entre 2004 e 2011, sendo um dos principais destaques do clube.
Em 2011, esteve muito perto de fechar com o PSG, mas a transferência não se decretou após o goleiro ser flagrado em um exame antidoping junto com outros quatro jogadores mexicanos durante jogos da Copa Ouro. O caso foi esclarecido meses depois, comprovando que os atletas tinham consumido uma carne contaminada.

#### Ajaccio
Após o fracasso na negociação com o PSG, o atleta acabou indo para o clube francês AC Ajaccio. Em 8 de julho de 2011, foi confirmada a contratação do Ochoa, assinando contrato de três anos com o AC Ajaccio. Sua estreia foi em um amistoso contra o Bordeaux em que a equipa perdeu por 2 a 1.
Guillermo Ochoa deixou o Ajaccio em 19 de maio de 2014, após o clube ser rebaixado para a segunda divisão francesa e o qual defendeu por três temporadas. Ele realizou mais de 400 defesas, 112 partidas na liga.

#### Málaga
Em 1 de agosto de 2014 assinou contrato por três temporadas com o Málaga. Ochoa estreou pelo Málaga no empate da Copa do Rei contra o La Coruña, em 3 de zembro de 2014. Já em 5 de março de 2016 estreou-se num jogo da Liga, entrando aos 38 minutos no lugar do lesionado Carlos Kameni, no jogo 3 a 3 frente ao La Coruña em Riazor.
Ochoa deixou o Málaga após duas épocas com os brancos, fez 11 jogos em La Liga e 8 da Copa del Rey onde sofreu 19 gols.

#### Granada
Em 22 de Julho de 2016, o Granada anunciou que havia adquirido Ochoa por um empréstimo de uma temporada. Guillermo Ochoa estreia no empate entre Granada 1 a 1 Villarreal na La Liga Espanhola 2016-17.
Em sua única temporada pelo Granada, Ochoa e Geronimo Rulli, foram os únicos dois jogadores da La Liga a completar todos os 38 jogos. Embora Ochoa tenha sofrido 82 gols na temporada e mantido apenas três jogos sem sofrer golos, ele também fez 163 defesas, o melhor da liga. Ochoa foi eleito o melhor jogador da campanha 2016-17 pelos torcedores do clube e doou o prêmio em dinheiro para a fundação do clube.

#### Standard de Liège
Em 2017, Ochoa foi contratado pelo Standard de Liège, recebendo surpreendentemente a camisa 8. Em 16 de julho de 2017, ele fez sua estreia em jogo contra o Lens em um amistoso que começou com uma vitória por 2 a 0.
Ele foi eleito o jogador da temporada 2018-2019 pelos torcedores do Standard de Liège. Ochoa encerrou sua passagem pelo Standard Liege, instituição com quem participou de 78 jogos em duas temporadas disputadas.

#### Retorno ao América
Em 6 de agosto de 2019, Ochoa foi anunciado no America.
Em 9 de abril de 2022, Ochoa foi homenageado por seus 400 jogos na Liga MX defendendo a camisa e o gol do América, recebendo o reconhecimento antes da partida contra o Juárez, O goleiro das águias recebeu uma camisa especial em moldura com o número de sua histórica marca nas costas.

#### Salernitana
Em 23 de dezembro de 2022, Guillermo Ochoa assinou contrato de seis meses com a Salernitana e defendeu a equipe italiana até o final da temporada 2022/23. No dia 30 de dezembro estreou-se em um amigável contra o Gelbison, e no dia 4 de janeiro estreou na Série A em uma derrota para o Milan.
Ochoa despediu-se do clube depois de uma época e meia e 41 jogos a defender a baliza da Salernitana, que foram despromovidos à Serie B em 2023-24.

#### AVS
Assinou em 2 de setembro de 2024 com o AVS, da Primeira Liga de Portugal.

## Seleção Nacional
Como parte da seleção sub-23 do México, Ochoa participou das Olimpíadas de 2004.
Estreou pela Seleção Mexicana principal em 14 de dezembro de 2005, em partida contra a Hungria, que terminou 2 a 0 em favor dos mexicanos.

### Copa do Mundo 2006
Com 20 anos, ele foi chamado pelo ex-treinador do México Ricardo La Volpe para a Copa do Mundo FIFA de 2006 como o terceiro goleiro. Após a Copa do Mundo o novo treinador Hugo Sánchez convocou Guillermo Ochoa como reserva ou até como titular do México. Ochoa também participou da Copa Ouro da CONCACAF 2007 e da Copa América 2007.

### Copa do Mundo 2014

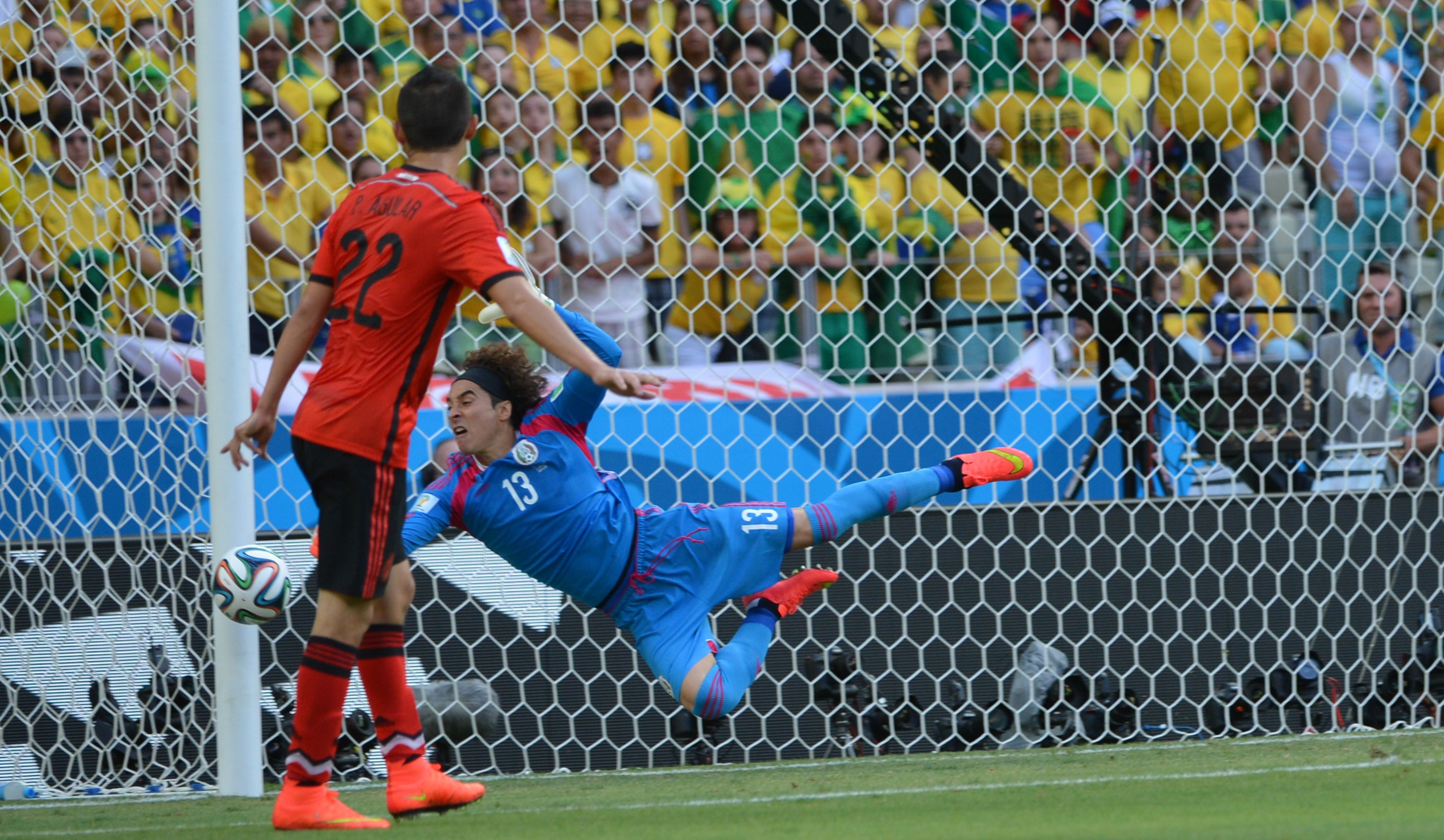
Ochoa jogando pela Seleção Mexicana na Copa do Mundo de 2014.

Obteve a titularidade da seleção pouco antes da Copa do Mundo FIFA de 2014 e destacou-se pela segurança exibida sob as traves, especialmente após ajudar a manter o placar em 0 a 0 na partida contra o Brasil com várias boas defesas.
Ochoa bloqueou um chute de Paulinho, se esticou para defender dois chutes de Neymar e rebateu cabeçada de Thiago Silva no fim. Acabou eleito o melhor em campo pela Fifa
Em 29 de junho, Ochoa voltou a ter grande atuação com duas grandes defesas, mas desta vez não conseguiu impedir os dois gols no fim da Holanda contra o México, que só havia sofrido um gol na Copa.

### Copa das Confederações 2017
Na Copa das Confederações FIFA de 2017, mesmo perdendo a disputa de terceiro contra Portugal Ochoa foi eleito melhor jogador da partida, em que chegou a defender um pênalti.

### Copa Ouro 2019
Ochoa participou de sua quinta Copa Ouro em 2019, se tornando o mexicano com mais aparições no torneio continental norte-americano, e conquistando o título da Copa Ouro da CONCACAF de 2019, sendo eleito o melhor goleiro do torneio, conquistando seu quarto título da competição.

### Jogos Olímpicos de 2020
Em 2021, foi um dos três jogadores acima de 23 anos convocados pelo México para os Jogos Olímpicos em Tóquio, conquistando a medalha de bronze.

### Copa do Mundo 2018
Foi novamente goleiro titular na Copa do Mundo FIFA de 2018, onde suas 25 defesas em 4 partidas só foram superadas pelo belga Thibaut Courtois, que conseguiu 27 em 7. A atuação mais importante foi na estreia com a Alemanha, onde suas 9 defesas mantiveram a última campeã em branco, com o México vencendo por 1 a 0.
Em 2 de julho, o Brasil teve muitas dificuldades para eliminar o México nas oitavas de final da Copa de 2018. A seleção brasileira avançou para as quartas após uma suada vitória por 2 a 0, porque Ochoa fez grandes defesas, colocando muitas dificuldades para o ataque do Brasil.

### Copa do Mundo 2022
Em 22 de novembro, no Estádio 974, Ochoa defendeu um pênalti de Robert Lewandowski e segurou o empate por 0 x 0, em jogo válido pela primeira rodada do grupo C. Ochoa chegou a seu nono jogo de Copa, se tornando mais um recordista de Copas jogadas, junto com Antonio Carbajal, Lothar Matthäus, Gianluigi Buffon, Rafael Márquez, Cristiano Ronaldo, Messi e Andrés Guardado, todos com cinco participações.

## Títulos
San Luis
- Primera División A: Apertura 2004
- Campeón de Ascenso: 2004–05

América do México
- Campeonato Mexicano: Clausura 2005
- Campeão dos Campeões: 2005
- InterLiga: 2007, 2008
- Liga dos Campeões da CONCACAF: 2006

Standard Liège
- Copa da Bélgica: 2017–18

AVS
- Playoff de Permanência da Primeira Liga: 2025

Seleção Mexicana
- Jogos Olímpicos Bronze: 2020
- Copa Ouro da CONCACAF: 2009, 2011, 2015, 2019, 2023, 2025
- Liga das Nações da CONCACAF: 2024–25

### Títulos individuais
- Melhor jogador da partida da Copa do Mundo de 2014: Brasil 0x0 México
- Melhor jogador da partida da Copa das Confederações 2017: Portugal 2x1 México
- Melhor goleiro da Copa Ouro 2019
- Melhor jogador da partida da Copa do Mundo de 2022: México 0x0 Polônia